# 參旗增十一
獵戶座5，又名BD+02 800，HD 31139、SAO 112179、HR 1562，是獵戶座的一颗恒星，视星等为5.33，位于銀經196.08，銀緯-24.71，其B1900.0坐标为赤經4h 48m 9.8s，赤緯+2° -24.71′ 35″。